# Cacá Pereira
Carlos José Pereira da Silva (Corrente, 9 de janeiro de 1964), conhecido pelo nome artístico Cacá Pereira, é um cantor, compositor, violonista, cavaquinista e poeta brasileiro.
Lançou em 2006 seu primeiro CD, intitulado O Mundo Era o Céu, contendo 12 faixas de sua autoria. O álbum contou com produção e arranjos de Evandro Barcellos.
Com a música de sua autoria "Inquietação", foi o vencedor do primeiro Festival de Música da CUT, ocorrido no ano de 2007 e no ano seguinte, foi finalista do Festival Nacional da ARPUB, Etapa Regional.

## Discografia
- 2014: Mirada
- 2006: O Mundo Era o Céu